# 鹤山区
鹤山区是中华人民共和国河南省鹤壁市的一个市辖区。面积159平方公里，总人口6.27万人。區人民政府駐中山北路街道。

## 行政区划
鹤山区下辖5个街道办事处、1个镇、1个乡：
中山北路街道、中山路街道、新华街街道、鹤山街街道、九矿广场街道、鹤壁集镇和姬家山乡。

## 人口
根據第七次人口普查數據，截至2020年11月1日零時，鶴山區常住人口為62713人。